# Пенжинская ПЭС
Пе́нжинская прили́вная электроста́нция — проект приливной электростанции в Пенжинской губе, располагающейся в северо-восточной части залива Шелихова Охотского моря. Территориально должна располагаться в Магаданской области и Камчатском крае России.
В зависимости от выбранного проекта может стать крупнейшей в мире по установленной мощности и по выработке электричества в год гидравлической электростанцией. По дамбе электростанции может пройти Ленско-Камчатская железнодорожная магистраль.

## Общие сведения
Высота приливов в Пенжинской губе составляет 9 м, а в случае сизигийных приливов достигает 12,9 м, что является наивысшим для всего Тихого океана показателем. При площади бассейна 20 530 км² это соответствует ежесуточному проходу 360—530 км³ воды, что в 20—30 раз превышает расход воды в устье крупнейшей реки Земли Амазонки (через устье в сутки пройдет только ~19 км³). Гидрологический потенциал бухты примерно соответствует обеспеченной мощности 115 ГВт или, приблизительно, триллиону  кВт⋅ч электричества в год[П1].

## Проекты строительства
Для реализации гидропотенциала бухты разрабатывались[когда?] два проекта приливных электростанций, каждый из них с различной установленной мощностью и годовой выработкой:
| Вариант        | Море, макс. прилив, м | Мощность, ГВт | Среднегодовая выработка, млрд кВт·ч | Разрабатывался в период (гг) |
| -------------- | --------------------- | ------------- | ----------------------------------- | ---------------------------- |
| Южный створ    | 11,0                  | 87,1          | 190-205                             | 1972—1996                    |
| Северный створ | 13,4                  | 21,4          | 50                                  | 1983—1996                    |

Стоимость строительства Пенжинской ПЭС-1 (Северный створ) — оценивается в 60 млрд долларов США, ПЭС-2 (Южный створ) — в 200 млрд долларов. Сейчас эксперты оценивают стоимость проекта в порядка 500 млрд долл.
Срок реализации первого проекта: 2020—2035 годы; суммарная мощность Пенжинской, Тугурской и Мезенской ПЭС должна составить более 40 % общей установленной мощности электростанций единой энергосистемы страны.
Возврат инвестиций планируется за счет реализации энергоемкого продукта — например, жидкого водорода: в связи с недостатком местных потребителей и энергосистем, существуют предложения дискретной работы электростанции на энергоёмкий потребитель-регулятор, например, производство жидкого водорода, который затем транспортируется к возможным потребителям (с помощью этих станций Россия планирует к 2050 году производить от 15 млн до 50 млн тонн водорода).
Рассматриваются[кем?] также варианты экспорта электроэнергии в страны южной Азии — не исключается и строительство линий электропередач в Хабаровский и Приморский Края, в Японию и Китай.
«Две проектируемые „РусГидро“ ПЭС — Северная и Пенжинская — еще далеки от совершенства, поэтому вопрос о строительстве пока не может стоять», — считает академик РАН Михаил Федоров.
И, как считают в Минэнерго,  проект может столкнуться с рядом проблем при реализации: вопросы могут возникнуть как с транспортировкой топлива, так и с рынками сбыта, которых в настоящее время в мире попросту нет; также, проекты ПЭС большой мощности помимо высокой стоимости строительства, и непостоянства выработки станциями электроэнергии, потребуют строительства аналогичных компенсирующих объемов регулирующей генерации, либо неравномерно потребляющего потребителя.

### История
Над строительством Пенжинской приливной электростанции впервые задумались еще в советские времена, а в 1980-е годы в районе Охотского моря уже велись активные исследования будущего мегапроекта. Однако разработки ученых тогда столкнулись с очень большой ценой строительства — даже с учетом тогдашнего курса рубля стоимость проекта оценивалась почти в 260 млрд долл. 

В середине 2021 г. за реализацию проекта строительства Пенжинской приливной электростанции взялась компания  «Н2 Чистая энергетика». Однако, по словам заместителя гендиректора Института национальной энергетики Александра Фролова, без солидных государственных дотации здесь обойтись будет чрезвычайно затруднительно.